# Rio Mucuri
Rio Mucuri är ett vattendrag i Brasilien. Det ligger i den sydöstra delen av landet, 900 km öster om huvudstaden Brasília.